# Bardócz Orsolya
Bardócz Orsolya (Kisbacon, 1979 –) székelyföldi származású magyar előadóművész, mesemondó, Benedek Elek kutató.

## Élete
A kisbaconi Benedek Elek kúriában (ma Benedek Elek Emlékház) született. A Baróti Szabó Dávid Líceumban érettségizett. Miután Sepsiszentgyörgyön és Kolozsvárott kipróbálta magát bábszínészként, Budapesten folytatta színművészeti és előadó-művészeti tanulmányait. Eközben egyre inkább formálódott benne, hogyan lehetne ükapja (Benedek Elek) szellemi hagyatékát feldolgozni és megőrizni. Bántotta, hogy Benedek Eleket csak meseíróként ismeri a nagyközönség, miközben számos verset, lányregényt és történelmi regényt is írt. Néhány évig Dévai Nagy Kamilla tanítványaként gitárt és előadó-művészetet tanult a budapesti Krónikás Zenedében. Többéves amerikai tartózkodása alatt aktívan részt vett a bostoni magyar iskola (Boskola) nevelőmunkájában.
Benedek Elek munkásságával kapcsolatos írásai mellett gyakran tart előadásokat Benedek Elek meséiből, verseiből. A Benedek Elek verseket megzenésítette, gitár és furulya hangszerekkel kísérve adja elő. A gyerekek között is széles körű ismertséget nyújtott az egyszervolt.hu honlapról letölthető dalok, a Childhood online rádió és a marosvásárhelyi rádióban elhangzott mesék, gyerekversek, dalok. 2023-ban a marosvásárhelyi rádiószínházban Benedek Elek irodalmi testamentumát adta elő együttműködésben Sebestyén Aba és Benedek Huszár Botond színművészekkel. 2024-ben Elek apó testvérének leszármazottaival (Benedek Huszár János, Benedek Huszár Botond és Sebestyén Aba) összefogva arra vállalkoztak, hogy újjáélesszék a Székely Trupp irodalmi turnék küldetését és Erdélyt, Magyarországot is bejárva zenés-verses színpadi előadás formájában eljuttasák mindenkihez a székely irodalmat.

## Szólólemezei
- 2010 – Bardócz Orsolya: Székely Tündérország. Mesék, legendák, népénekek (Krónikás Stúdió, Budapest)
- 2008 – Bardócz Orsolya-Dévai Nagy Kamilla: Erdőt mezőt hó takarja – Zenés-verses CD Benedek Elek és  Kányádi Sándor műveiből. (Krónikás Stúdió, Budapest)
- 2007 – Bardócz Orsolya: Fuzsitus Tündérek Meséi – Benedek Elek mese CD (Krónikás Stúdió, Budapest)
- 2004 – Bardócz Orsolya: Vén fa árnyékában - Megzenésített Benedek Elek versek, mesék, dalok (Krónikás Stúdió, Budapest)

## Közreműködések mások lemezein
- 2002 – Krónikás Karácsony,  kiadja a Krónikás Zenede Budapest, Dévai Nagy Kamilla. (Krónikás Stúdió, Budapest)

## Könyvek
- 2024: Bardócz Orsolya: Benedek Elek baróti kalendáriuma. Művelődés Kiadó, Kolozsvár. ISBN 978-606-8980-51-5
- 2020: Bardócz Orsolya - Nagy Nándor, Benedek Elek Emlékalbum - Harmadik javított és bővített kiadás. Kiadó: Kolozsvári Művelődés Egyesület. p. 144; ISBN 9786068980065[6]
- 2009: Kisbaconi líra. Tündérország Napszámosa (szerk. Farkas Kinga), Regös Ifjúsági és Közművelődési Egyesület - Bod Péter Megyei Könyvtár - Kovászna Megyei Művelődési Központ, Sepsiszentgyörgy, 2009. ISBN 978-973-0-07261-7
- 2009: Kisbaconi versek - Egybeszedte Bardócz Orsolya; Kiadó: Művelődés Egyesület. p. 234;  ISBN 9786068980041
- 2009: Bardócz Orsolya: Benedek Elek. Kiadó: Dr. Fábián László Egyesület. Erdővidék Kiadó, 2009, Barót, Románia.

## Írások
- 2023: A kisbaconi Benedek Elek Emlékház. Művelődés, Erdővidék 1-2 különszám, p. 29-34. ISSN 2457-5305.
- 2023: Családi történetek és anekdoták Benedek Elekről. Erdővidék 1-2 különszám, p35-38.  ISSN 2457-5305.
- 2022: A naptárszerkesztő Benedek Elek, Művelődés, LXXV évfolyam, Szeptember, 10-13.
- 2019: Elek apó. Magyar Nemzet, 2019.09.30.
- 2019: A kisbaconi Benedek Elek Emlékház története, Háromszék, 2019. szeptember 25.
- 2019: Benedek Elek. Erdővidéki Hírlap, 2019. 7. évfolyam, 46. szám.
- 2013: A kisbaconi Benedek Elek Emlékház története, Könyv és Nevelés, XV évfolyam, p. 45-48.
- 2011: A kisbaconi líra, Könyv és Nevelés, XIII évfolyam.